# Jacques Briault
Jacques Briault est un homme politique français né le 28 septembre 1740 à La Mothe-Saint-Héray (Deux-Sèvres) et décédé le 25 septembre 1808 à Niort (Deux-Sèvres).
Avocat et sénéchal de La Mothe-Saint-Héray, il est député du tiers état aux États généraux de 1789, pour la sénéchaussée du Poitou. Il est président du tribunal criminel des Deux-Sèvres en l'an VI puis juge au tribunal d'appel de Poitiers en 1800.

## Sources
- « Jacques Briault », dans Adolphe Robert et Gaston Cougny, Dictionnaire des parlementaires français, Edgar Bourloton, 1889-1891 [détail de l’édition]